# Амрум
А́мрум (нім. Amrum, фриз. Öömrang) — один із Фризьких островів у Північному морі, знаходиться під юрисдикцією  Німеччини в Північній Фризії землі Шлезвіг-Гольштейн (біля західного берега). Амрум розташований на південь від острова Зюльт та на захід від острова Фер. Площа острова становить 20,46 км ². Довжина острова — 10 км, ширина — 2,5 км. Острів має регулярне поромне сполучення з суходолом. 
Амрум має обриси півмісяця завдяки широкій піщаній косі, яка приєдналася до острова, утворивши великий пляж. Амрум є популярним німецьким курортом, і більшість населення острова, що становить 2 281 чоловік (2008), майже виключно працює в індустрії туризму.
Амрум багатий ендемічними видами рослин та рідкісними видами птахів, які перебувають під захистом в межах двох заповідних зон. Крім того острів входить до національного парку «Ватове море Шлезвіг-Гольштейну».

## Населені пункти
- Віттдюн
- Небель
- Норддорф
- Зюддорф
- Штеенодде

## Визначні місця
- Вікінгські кургани (Штеенодде)
- Церква святого Клеменса (1234), розташована в селі Небель.
- Цвинтар капітанів біля Церкви святого Клеменса.
- Музей острова та історичний вітряк, розташований між Зюддорфом та Небелем.
- Амрумський дім (Öömrang Hüs) — фризький етнографічний музей на історичній садибі.
- Амрумський маяк (1873–1874, висота 63 м).
- Заповідники Амрумські дюни (Amrumer Dünen) та Амрумська Одде (Amrumer Odde)

## Відомі уродженці
- Гарк Олуфс (Hark Olufs, 1708—1754), мореплавець
- Кнут Юнгбон Клемент (Knut Jungbohn Clement, 1803—1873), письменник
- Георг Кведенс (Georg Quedens, 1934), письменник, фотограф, місцевий історик

## Галерея

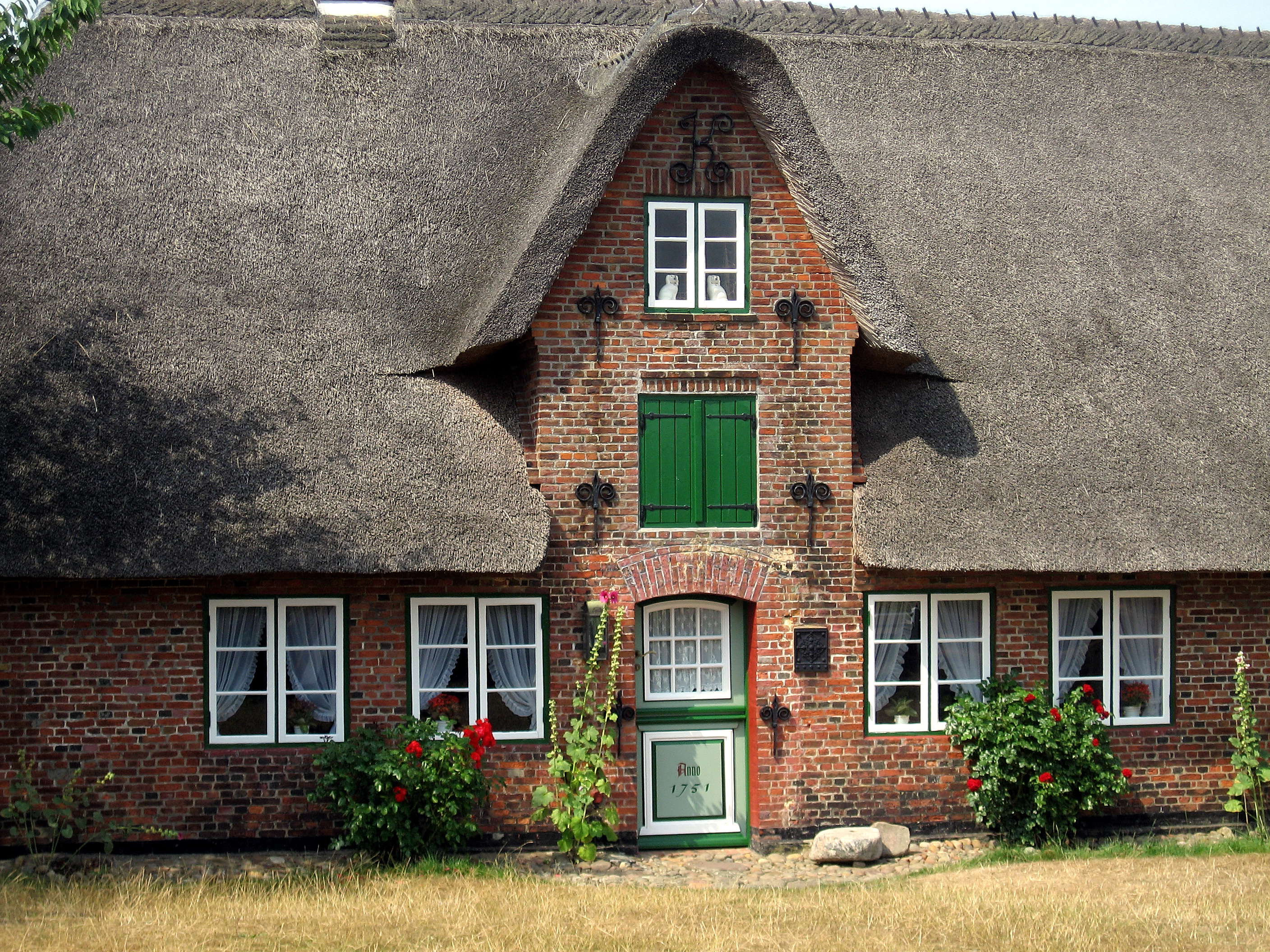
Музей «Амрумський дім»
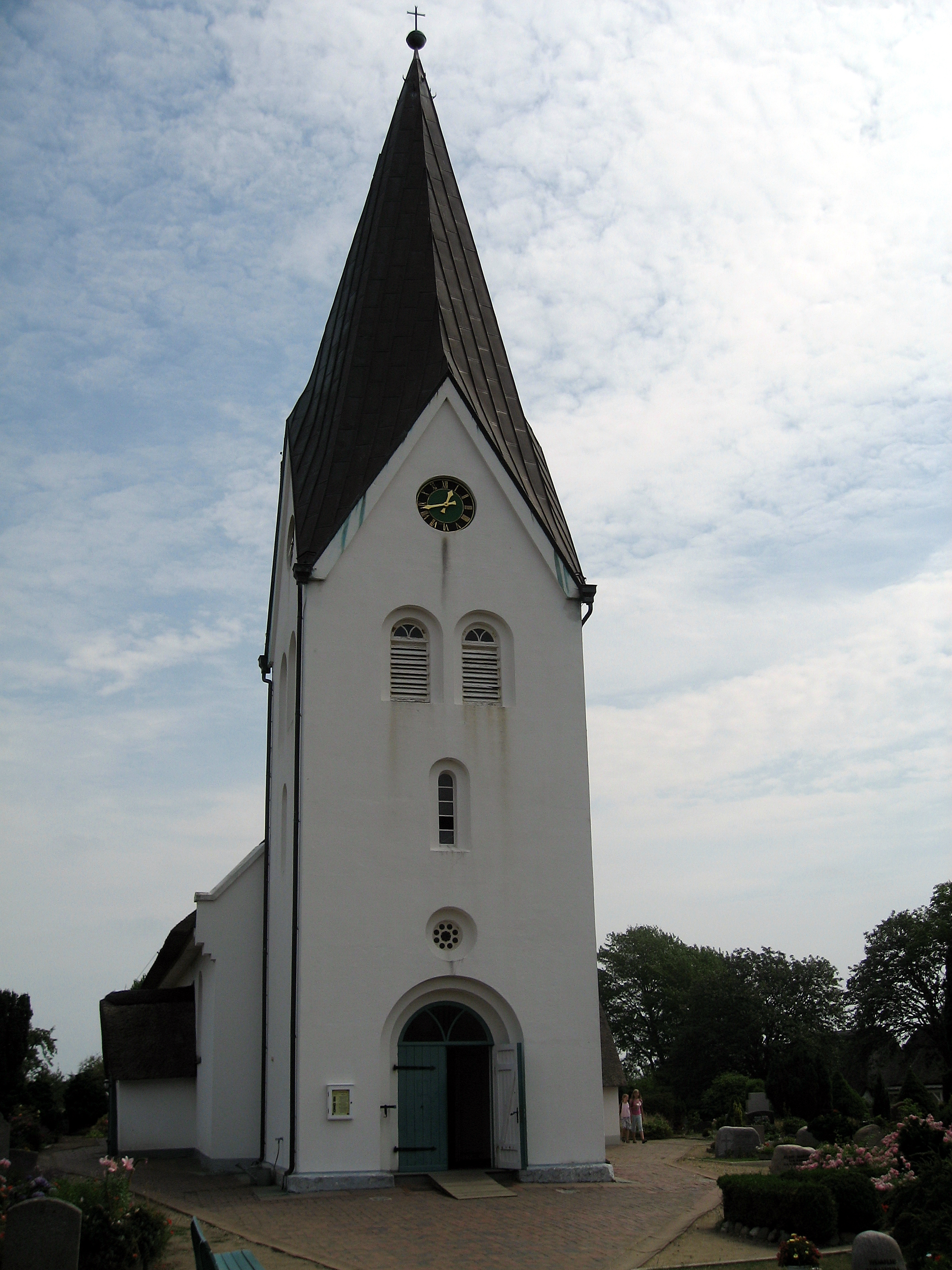
Церква святого Клеменса (1234)
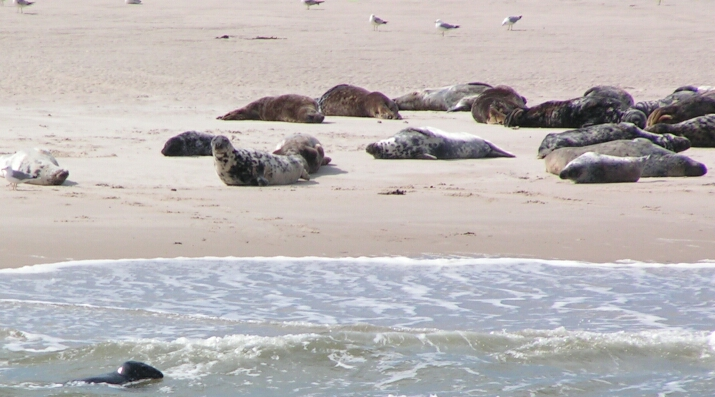
Довгоморді тюлені на косі поряд з Амрумом